# Paula Glavaš
Paula Glavaš (14. travnja 1970.) je hrvatska rukometašica.
S hrvatskom seniorskom reprezentacijom osvojila je srebro na Mediteranskim igrama 1997. godine.